# 아리프 마르딘

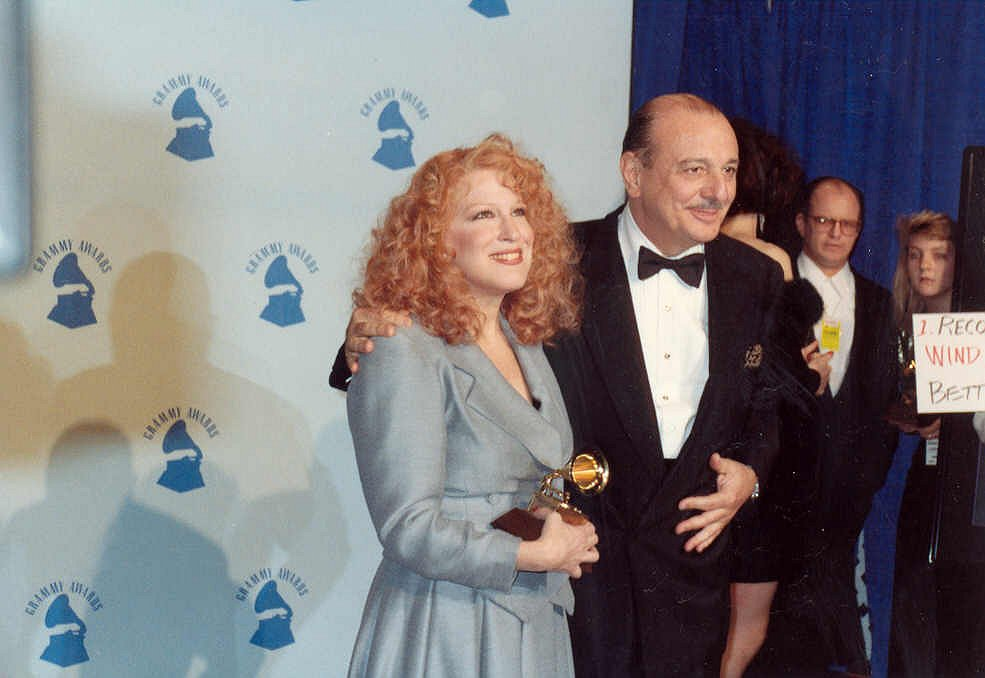
32회 그래미상 시상식에 등장한 아리프 마르딘

아리프 마르딘(Arif Mardin, 1974년 7월 19일 ~ 2006년 6월 25일)은 터키계 미국인 음악 프로듀서였다. 30년에 걸쳐 퀸, 샤카 칸, 필 콜린스, 노라 존스, 데이비드 보위 등의 음악 프로듀서로 활동했으며 그래미상을 총 11번 수상했다.

## 내력
터키 출생으로 이스탄불 대학교를 졸업한 그는 영국에 유학을가 런던 정치경제대학교를 다녔다. 그의 운명은 앙카라에서 퀸시 존스의 공연을 다녀온뒤 바뀌게된다. 그는 미국의 라디오 녹음실에서 일하는 친구에게 자신의 3곡 데모를 보냈고 그의 친구는 아리프의 데모곡들을 퀸시 존스에게 전한다. 퀸시 존스는 그의 음악에 감명을 받아 그에게 버클리 음악 대학 최초로 퀸시 존스 장학금을 수여한다. 아리프는 버클리 음악 대학의 학생이 되고 1961년에 버클리 음악 대학을 졸업한 뒤 노라 존스, 퀸, 데이비드 보위, 윌리 넬슨 등의 음악 프로듀서로 활동했다. 한때는 버클리 음악 대학의 교수로도 재직하였다.

## All My Friends Are Here (나의 모든 친구들은 여기에) 앨범
아리프 마르딘이 죽은 뒤 4년후인 2010년에 그의 마지막 앨범 '나의 모든 친구들은 여기에' 가 발매되었다. 13곡으로 구성된 이 앨범에는 필 콜린스, 샤카칸, 노라 존스, 윌리 넬슨, 레일라 해서웨이 등이 게스트 아티스트로 참여하였다.
| #   | 제목                                                          | 작사·작곡                        | Artist                                                       | 재생 시간 |
| --- | ------------------------------------------------------------- | -------------------------------- | ------------------------------------------------------------ | --------- |
| 1.  | 〈The Greatest Ears in Town〉                                 | Bette Midler, Marc Shaiman       | 아리프 마르딘 feat. Bette Midler & Barry Gibb                | 4:40      |
| 2.  | 〈So Blue (아리프 마르딘 feat. 샤카칸 & David Sanborn song)〉 | 아리프 마르딘, Roxanne Seeman    | 아리프 마르딘 feat. 샤카칸 & David Sanborn                   | 4:58      |
| 3.  | 〈No Way Out〉                                                | 아리프 마르딘                    | 아리프 마르딘 feat. Nicki Parrot                             | 5:31      |
| 4.  | 〈Goodbye to Rio〉                                            | 아리프 마르딘                    | 아리프 마르딘 feat. Raul Midon                               | 4:15      |
| 5.  | 〈No One〉                                                    | Margo Guryan, 아리프 마르딘      | 아리프 마르딘 feat. 다이앤 리브스                            | 3:21      |
| 6.  | 〈So Many Nights〉                                            | 아리프 마르딘                    | 아리프 마르딘 feat. Danny O'Keefe                            | 4:13      |
| 7.  | 〈Calls a Soft Voice〉                                        | 아리프 마르딘                    | 아리프 마르딘 feat. 칼리 사이먼                              | 5:41      |
| 8.  | 〈Longing for You〉                                           | 아리프 마르딘, Michael Margulies | 아리프 마르딘 feat. 노라 존스                                | 6:49      |
| 9.  | 〈Dual Blues〉                                                | 아리프 마르딘                    | 아리프 마르딘 feat. Amy Kohn                                 | 5:31      |
| 10. | 〈Chez Twang’s〉                                              | 아리프 마르딘                    | 아리프 마르딘 feat. Dr. John                                 | 5:38      |
| 11. | 〈Willie’s After Hours (Lone Star Blues)〉                    | 아리프 마르딘                    | 아리프 마르딘 feat. 윌리 넬슨 & Katreese Barnes              | 5:58      |
| 12. | 〈All My Friends Are Here〉                                   | 아리프 마르딘                    | 아리프 마르딘 feat. 필 콜린스, Hall & Oates, 레일라 해서웨이 | 4:32      |
| 13. | 〈Wistful〉                                                   | 아리프 마르딘                    | 아리프 마르딘                                                | 1:25      |

## 그래미상 수상 이력
- Album of the Year 1979 (Saturday Night Fever soundtrack), 2003 (Come Away with Me - 노라 존스)
- Best Female Pop Vocal Performance 1982 ("You Should Hear How She Talks About You" - 멀리사 맨체스터)
- Best Album Notes 1993 (Queen of Soul: The Atlantic Recordings - 아레사 프랭클린)
- Best Jazz Vocal Album 2004 (A Little Moonlight - 다이앤 리브스)
- Best Musical Show Album 1996 (Smokey Joe's Cafe)
- Best Pop Vocal Album 2003 (Come Away with Me - 노라 존스)
- Best Vocal Arrangement for Two or More Voices 1984 ("Be Bop Medley" with 샤카 칸)
- Producer of the Year, Non-Classical 1976, 2003 (Come Away with Me - 노라 존스)
- Record of the Year 1990 ("Wind Beneath My Wings"), 2003 ("Don't Know Why")
- Trustees Award 2001